# Hans-Georg Tersling
Hans-Georg Tersling, (7. december 1857 – 13. november 1920) var en dansk arkitekt virksom på den franske Riviera, hvor han blev en af det mest populære arkitekter under La Belle Époque.

## Liv
Tersling blev født på en gård udenfor Karlebo men blev faderløs som 3-årig. Han uddannede sig til snedker men fortsatte sine studier ved Kunstakademiets Arkitektskole. Efter sin eksamen 1879 blev han ansat af den franske arkitekt Charles Garnier i arbejdet med casinobyggningen i Monte Carlo. 
På Rivieran fik Tersling mange prominente kunder, bland andet ekskejserinden Eugénie af Frankrig der bestilte Villa Cyrnos af ham. Andre kunder var Elisabeth af Østrig-Ungarn og Victor Masséna. 

## Værker
- Hôtel Métropole, Monte Carlo (1888)
- Grand hôtel du cap Martin (1890)
- Villa Cyrnos (1892, for Eugénie de Montijo)
- Villa Artheruse, Cape Martin (1893)
- Villa Hermitage-Malet, Cap-d'Ail (1895)
- Palais Carnoles, Menton (1896)
- Hôtel Bristol, Beaulieu-sur-Mer (1898)
- Villa Masséna, Nice (1899)
- Hôtel du golf, Sospel et l'église russe, Menton (1900)
- Villa La loggia, Villefranche-sur-Mer (1900)
- Villa Lairolle, Nice (1904)
- Hôtel Heriot, Paris (1905)
- Palais Viale, Menton (1906)
- Palais de l’Europe, Menton (1908)
- Hôtel Impérial, Menton (1913)